# Buda (ciudad)

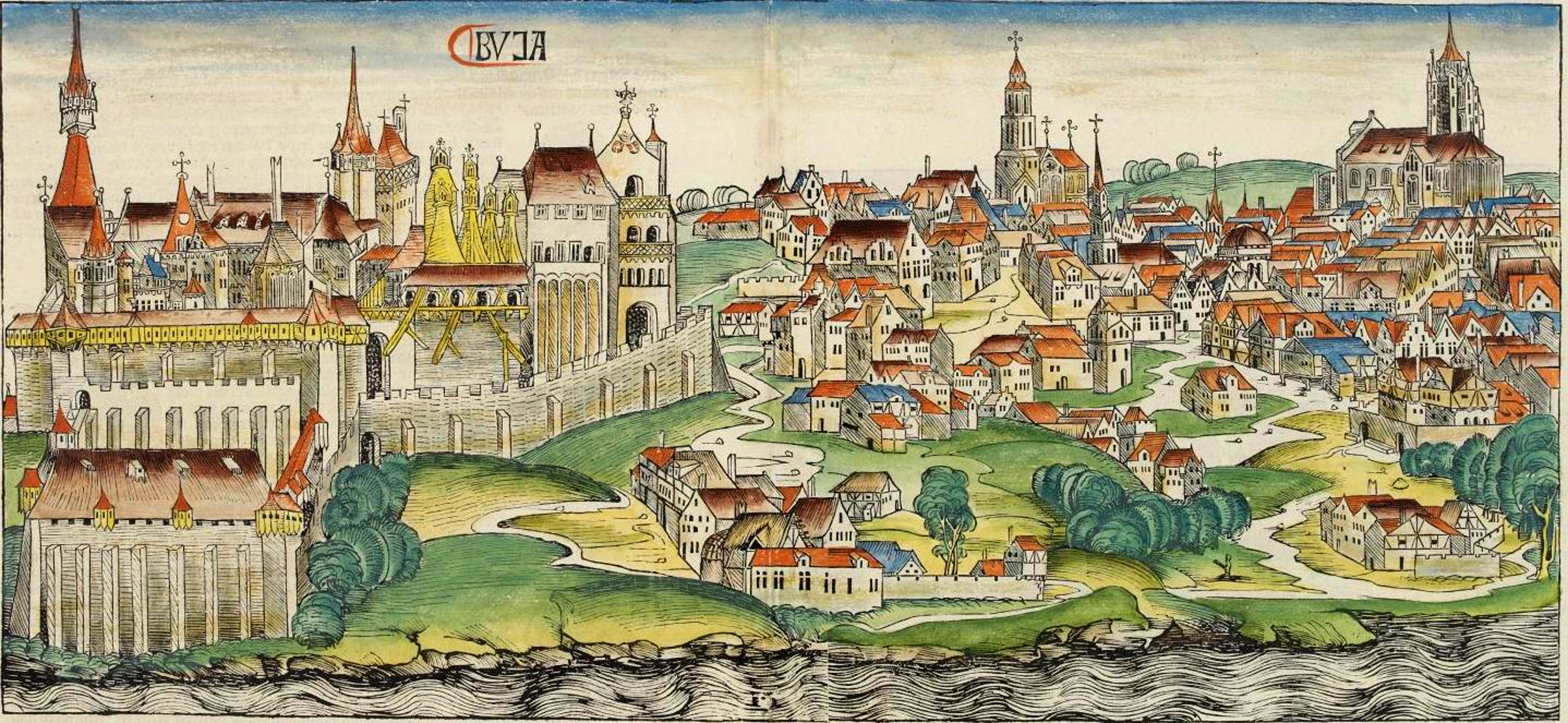
Buda en la Edad Media (Crónicas de Núremberg, 1493).

Buda (Pronunciación en húngaro: /ˈbudɒ/; en alemán: Ofen; en serbocroata: Budim / Будим; en checo: Budín; en eslovaco: Budín; en turco otomano: بودین‎, romanizado: Budin) es la parte de Budapest, la capital de Hungría, que se encuentra en la orilla oeste del Danubio. Históricamente, Buda designaba solo la ciudad amurallada real situada en la colina del Castillo (en húngaro: Várhegy), que fue construida por Bela IV entre 1247 y 1249 y sirvió como la capital del Reino de Hungría desde 1361 hasta 1873. En 1873, Buda fue unificada administrativamente con Pest y Óbuda para formar la moderna Budapest.
En la actualidad, la Buda real es llamada Várnegyed (tdl. ‘barrio del castillo’), mientras Buda, pars pro toto, designa los distritos I, II, III, XI, XII y XXII de Budapest. Esta definición coloquial de Buda, por tanto, incluye la Óbuda medieval y representa un tercio de la superficie total de la ciudad, buena parte de la cual son zonas boscosas. Entre los monumentos de Buda se encuentran el Castillo de Buda, la iglesia de Matías, la Ciudadela de Budapest, el Balneario Gellért, las colinas de Buda, el Monasterio Carmelita de Buda y la residencia del presidente de Hungría, el Palacio Sándor.

## Etimología

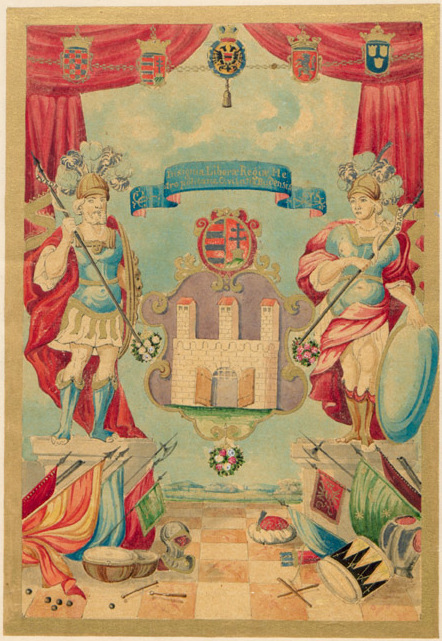
Escudo histórico de Buda, usado entre 1703 y 1873.

Su nombre podría proceder del eslavo Buda, diminutivo de Budimir. También puede asociarse con вода (voda), agua en las lenguas eslavas, posible traducción de Aquincum, el nombre romano de la ciudad, que presuntamente es un apócope de aquae quinque («cinco aguas o fuentes»), del cual deriva el gentilicio español para los habitantes de Budapest, aquincenses.
De acuerdo con una leyenda registrada en las crónicas medievales, el nombre Buda procede del nombre de Bleda (en húngaro: Buda), hermano del rey huno Atila:

Atila fue a la ciudad de Sicambria en Panonia, donde asesinó a Bleda, su hermano, y tiró su cuerpo al Danubio porque, mientras Atila estaba en el oeste, su hermano cruzó las fronteras de su reino y llamó a Sicambria en honor a su propio nombre, Castillo de Buda. El rey Atila prohibió a los hunos y a los demás pueblos llamar a esa ciudad Castillo de Buda, ya que él la llamó la Capital de Atila, y los alemanes, atemorizados por la prohibición, llamaron a la ciudad Eccylburg, que significa Castillo de Atila, pero a los húngaros no les preocupaba la prohibición y la llamaron Óbuda [Antigua Buda] y así la llaman hasta la actualidad.
Marco de Kalt, Chronicon Pictum

Los escitas son ciertamente un pueblo antiguo y la fuerza de Escitia se halla en el este, como dijimos arriba. El primer rey de Escitia fue Magog, hijo de Jafet, y su pueblo eran llamados magiares [húngaros] por su rey Magog, de cuya línea real descendía el célebre y poderosísimo rey Atila, quien, en el año 451 del nacimiento de nuestro Señor, bajando de Escitia, entró en Panonia con una fuerza poderosa y, haciendo huir a los romanos, tomó el reino, hizo construir una residencia real para él mismo junto al Danubio, encima de los baños termales, y ordenó que todos los antiguos edificios que encontró allí fueran restaurados y los rodeó con una muralla circular muy fuerte que en húngaro es llamada actualmente Budavár [Castillo de Buda] y en alemán Etzelburg [Castillo de Atila].
Anonymus, Gesta Hungarorum

## Historia

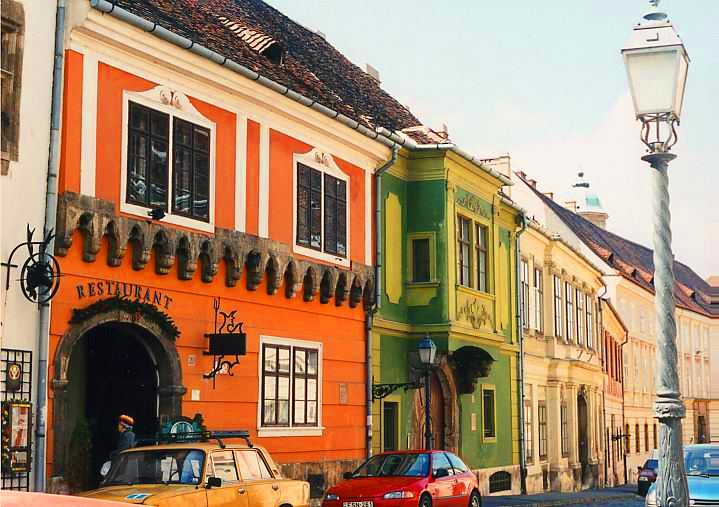
Una calle de Buda.

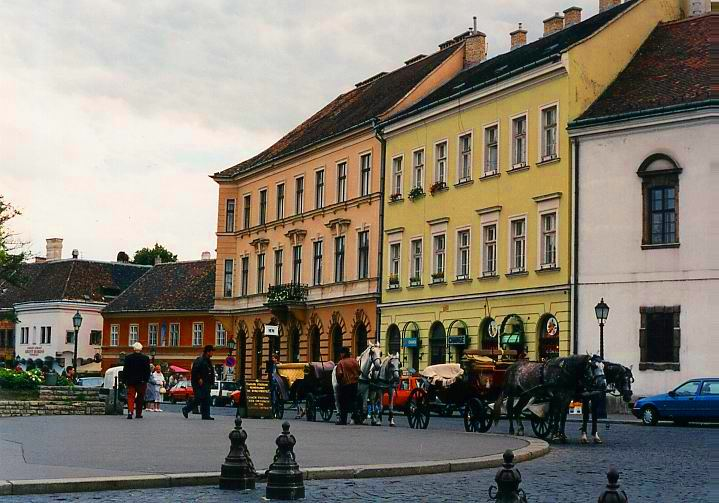
Una plaza de Buda.

La fortificación y el palacio de Buda fueron construidos por el rey Bela IV de Hungría en 1247, y son el núcleo en torno al cual creció la ciudad de Buda, que pronto adquirió una gran importancia y en 1361 se convirtió en la capital de Hungría.
En el siglo xv, mientras Pest era de mayoría húngara, Buda era de mayoría alemana. En 1432, Bertrandon de la Broquière escribió que Buda «está gobernada por los alemanes, tanto en lo que respecta a la policía como al comercio, y en lo concerniente a las diferentes profesiones». También observó en la ciudad una significativa población judía con conocimientos de francés, muchos de los cuales eran descendientes de judíos expulsados de Francia. Sin embargo, de acuerdo con el Tesoro Real de Hungría, en 1495 Buda era de mayoría húngara, con una considerable minoría alemana.
Buda perteneció a la Hungría otomana desde su captura en 1541 hasta 1686. Durante esta época, era la capital del Eyalato de Buda. A mediados del siglo xvii, Buda había pasado a tener una mayoría musulmana, en gran parte como resultado de la llegada de musulmanes balcánicos.
En 1686, dos años después del asedio fallido de Buda, se emprendió una nueva campaña europea para entrar en Buda, la antigua capital de la Hungría medieval. Esta vez, el ejército de la Liga Santa reunió al doble de efectivos, con más de 74 000  soldados alemanes, neerlandeses, húngaros, ingleses, españoles, checos, franceses, croatas, borgoñones, daneses y suecos, junto con otros europeos como voluntarios, artilleros y oficiales. Finalmente, las fuerzas cristianas consiguieron reconquistar Buda.
Tras la reconquista de Buda, se trasladaron burgueses de diferentes partes del sur de Alemania a la ciudad, prácticamente desierta. Los alemanes —aferrándose a su idioma— en parte desplazaron y en parte asimilaron a los húngaros y serbios que se encontraron allí. En el siglo xix, a medida que la población rural de los alrededores se trasladó a Buda, los húngaros se convirtieron lentamente en la mayoría de la ciudad. En 1873, Buda fue unificada administrativamente con Pest y Óbuda para formar la moderna Budapest.

## Atracciones turísticas

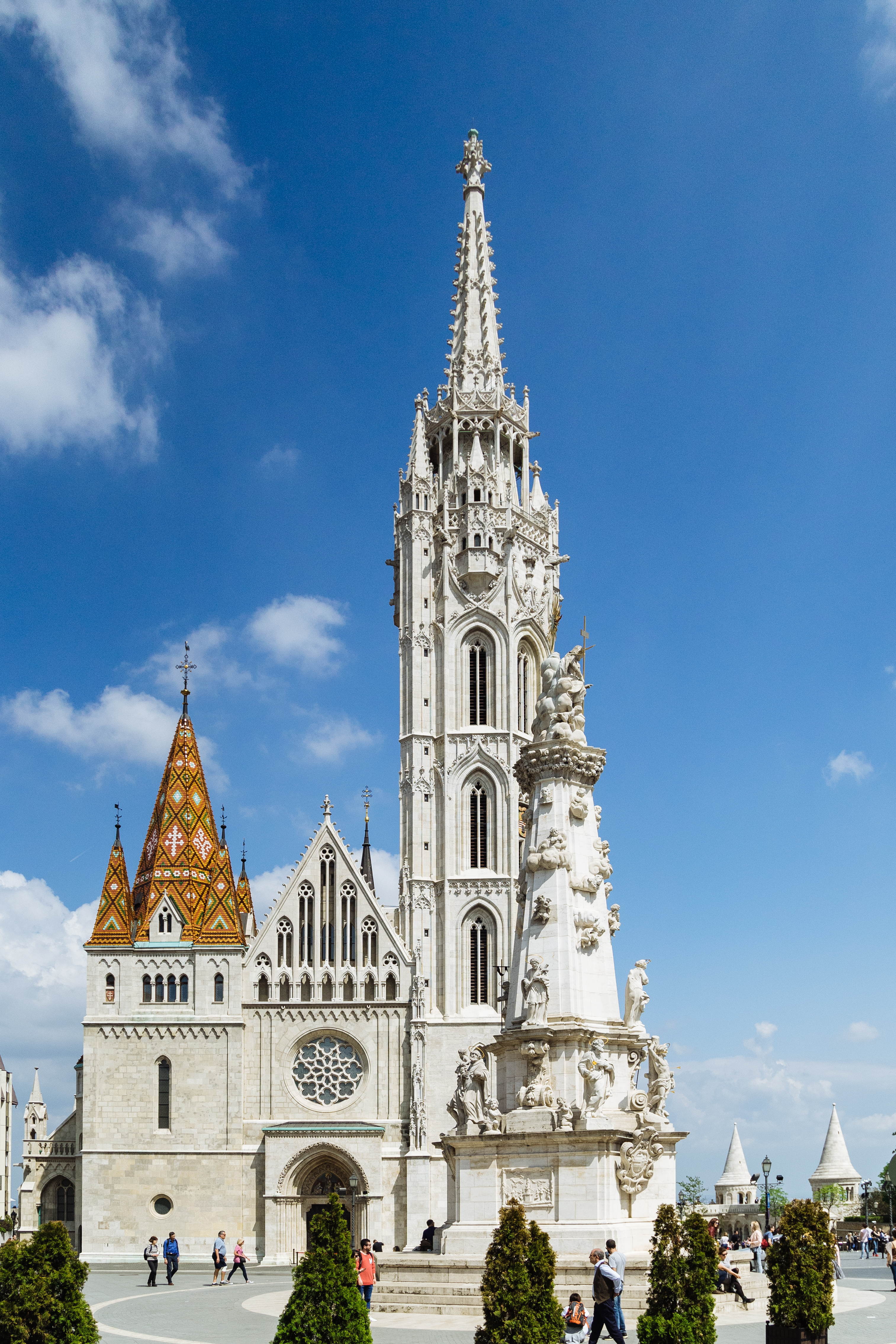
Vista de la iglesia de Matias y la estatua de la Santísima Trinidad, en Buda.

Las atracciones turísticas más conocidas de Buda son:
- El Castillo de Buda, antigua fortaleza medieval reconstruida varias veces, las últimas en estilo barroco.
- La iglesia de Matías, consagrada a la Virgen María y situada en el lugar donde el rey san Esteban edificó la primera iglesia del país. El nombre de Matías alude al rey Matías Corvino, quien ordenó restaurarla, y se la considera uno de los símbolos de Hungría.
- El Museo de Historia Militar (Hadtörténeti Múzeum).
- La Galería Nacional Húngara, el museo nacional de arte.
- El Bastión de los Pescadores, que debe su nombre a que, durante la Edad Media, era la zona defendida por el gremio de los pescadores.
- El Hospital de la Roca, que durante la Guerra Fría era un refugio contra explosiones nucleares.
- El funicular de Buda (Budavári Sikló).

También se pueden ver en Buda:
- La iglesia de Santa Ana.
- La colina Gellért, con la Ciudadela de Budapest y la Estatua de la Libertad.
- La estatua de San Gerardo.
- El Balneario Gellért, uno de los baños termales más hermosos de la ciudad.
- El Memento Park, una exposición histórica con efigies del periodo comunista.
- El Balneario Király.
- Los Baños Rudas, termas construidas en el siglo XVI a orillas del Danubio. Una de sus piscinas, de forma octogonal, está cubierta con una cúpula de estilo turco de diez metros de diámetro.

## Residentes notables

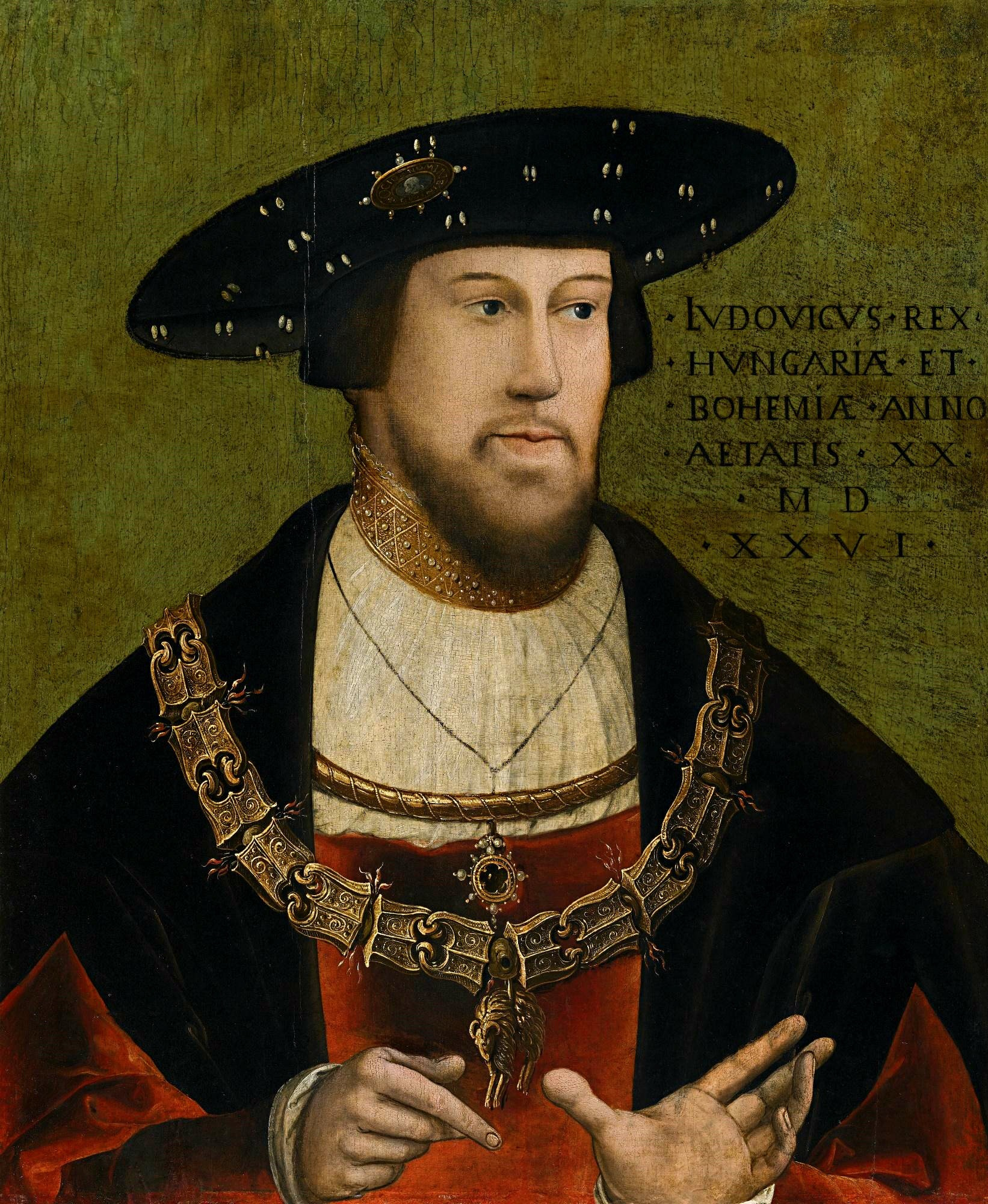
Retrato del rey Luis II de Hungría, ca. 1526.

- Andrés III de Hungría (ca. 1265–1301), rey de Hungría y Croacia (1290-1301), enterrado en la iglesia franciscana de Buda.
- Eduviges I de Polonia (ca. 1373–1399), nacida en Buda, primera mujer monarca del Reino de Polonia.
- Juan Corvino (1473–1504), hijo ilegítimo de Matías Corvino, rey de Hungría, y de su amante, Bárbara Edelpeck.[10]
- Luis II de Hungría (1506–1526), rey de Hungría, Croacia y Bohemia (1516-1526).[11]
- Aaron ben Joseph de Buda (ca. 1686), poeta.
- Mihail G. Boiagi (1780–ca. 1842), gramático y profesor arrumano.
- László Szalay (1813–1864), estadista e historiador húngaro.[12]
- József Eötvös (1813–1871), escritor y estadista húngaro.[13]
- Ignaz Philipp Semmelweis (1818–1865), médico y científico húngaro. Pionero de los procedimientos antisépticos, propuso que los médicos empezaran a desinfectarse las manos.[14]
- Kornelije Stanković (1831–1865), compositor serbio, que nació y falleció en Buda.
- Edmund Hauler (1859–1941), clasicista y filólogo.

## Ciudades hermanadas
- Capestrano (Italia)